# Henryk Szaro
Henryk Szaro, właśc. Henoch Szapiro (ur. 23 października 1900 w Warszawie, zm. w 1942 tamże) – polski reżyser filmowy i teatralny oraz scenarzysta żydowskiego pochodzenia. Zaliczany do najważniejszych twórców polskiego kina przedwojennego. Obok Michała Waszyńskiego i Józefa Lejtesa należał do najsprawniejszych reżyserów swego okresu. Nazywany „tytanem pracy”, był również sprawnym scenarzystą.

## Życiorys

### Okres teatralny
Henoch Szapiro urodził się 23 października 1900 w Warszawie w żydowskiej rodzinie Dawida Szapiry i Anny z domu Ebinów.
Gimnazjum skończył w Saratowie, a następnie Instytut Inżynierów Komunikacji w Piotrogrodzie. Był także absolwentem szkoły przy Teatrze Aleksandryjskim. Sam twierdził, że był uczniem Wsiewołoda Meyerholda i Arbatowa (Archipowa) w Moskwie. Według krytyka filmowego Jamesa Hobermana Szaro, ukończywszy szkołę, prawdopodobnie towarzyszył w teatrze A. Granowskiemu, a od 1921 reżyserował w paru teatrach piotrogrodzkich, m.in. Teatrze Maryjskim i Teatrze Wolnej Komedii (tutaj zrealizował 10 stycznia 1922 przedstawienie „Szkoły gwiazd” i „Wesołej śmierci” Nikołaja Jewreinowa).
Prawdopodobnie w 1923 dotarł do Niemiec i w Berlinie związał się z kabaretem „Sinaja Ptica” (pol. Niebieski ptak), utworzonym przez rosyjskich emigrantów. W czerwcu 1924 przybył z grupą kabaretową do Polski, w której później zamieszkał w Warszawie. Zapewne wtedy przyjął nazwisko Szaro. W połowie 1924 został kierownikiem artystycznym teatru „Stańczyk”. 15 sierpnia wystawił „zgodnie ze wskazówkami Jewreinowa” jego jednoaktówki: „Wesołą śmierć” i „Szkołę gwiazd”, dodając do inscenizacji zdjęcia filmowe. 29 listopada przedstawił tzw. program egzotyczny – m.in. „Samum” Augusta Strindberga i „U wrót chińskiego raju” N. J. Agniwcewa.

### Debiut filmowy
W 1925 zadebiutował filmem farsowym, w stylu amerykańskim według scenariusza Konrada Toma, Rywale, który nie zachował się do dzisiejszych czasów. Po raz pierwszy na ekranach kin w tym filmie pojawił się Eugeniusz Bodo, który zagrał w produkcji nauczyciela muzyki, Genusia, rywalizującego o względy ukochanej z podstarzałym bogaczem (Antoni Fertner). Film spotkał się z pozytywnym odzewem krytyki. W tym samym roku wyreżyserował drugą produkcję, spod szyldu wytwórni Leona Forberta, która produkowała filmy dokumentalne i fabularne w języku jidysz. Łamedwownik (Jeden z 36), na podstawie scenariusza Henryka Bojma, nawiązujący do tzw. łamed-wowników, opowiada o losach mieszkańców żydowskiego miasteczka w trakcie powstania styczniowego prześladowanych przez carską władzę. Film, nakręcony m.in. w Sandomierzu i w Kazimierzu Dolnym, został pozytywnie oceniony przez Anatola Sterna oraz przez innych krytyków. Doceniano go za realizm scen i dbałość o szczegóły.

### Okres filmowy
W 1926 na otwarcie żydowskiego teatru „Skala” w Warszawie Szaro jako Henryk Arbot, według Jamesa Hobermana, przygotował sztukę „Joszke Muzykant” Osipa Dimowa. Szaro, nie kontynuując produkcji filmów o tematach żydowskich, w tym samym roku wydał Czerwonego błazna, zrealizowanego według powieści kryminalnej Aleksandra Błażejowskiego pod tym samym tytułem. Film opowiada o morderstwie znanego warszawskiego bankiera.
W 1927, w trakcie Międzynarodowej Wystawy Sztuki Kinematograficznej w Warszawie (5–26 marca 1927), wygłosił prelekcję. Był wtedy współzałożycielem Polskiego Związku Producentów Filmowych (PZPF) – należał w nim do Sekcji Reżyserów i Operatorów.

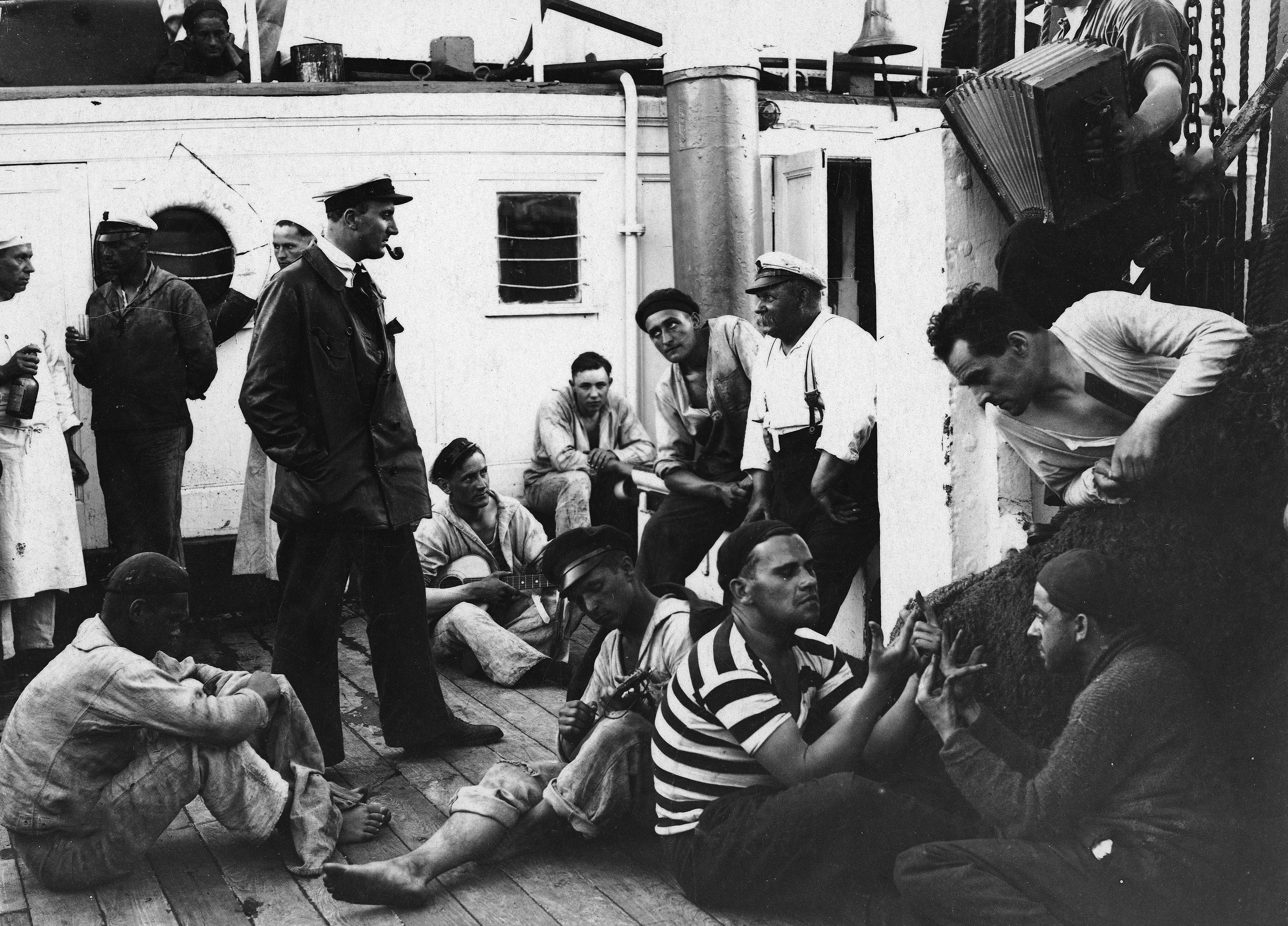
Scena z filmu Zew morza. Widoczni m.in.: Stefan Szwarc (stoi, z fajką) jako Rudolf Minke, Henryk Rzętkowski (w pasiastej bluzce) jako Przemytnik, Michał Halicz (z prawej, pochylony) jako Członek szajki.

Latem 1927 nagrał melodramat Zew morza na podstawie autorskiego scenariusza Stefana Kiedrzyńskiego. Film, który pierwszy z twórczości Szaro zachował się do naszych czasów (choć w niekompletnym stanie), opowiada przygodę Stacha (Jerzy Marr), który po latach spędzonych na morzu postanawia odwiedzić rodzinne strony, by przekonać się później, że wciąż darzy ogromną sympatią przyjaciółkę ze swojego dzieciństwa, Hankę (Maria Malicka). Oprócz aktorów filmowych wystąpili w nim również oficerowie i szeregowcy Polskiej Marynarki Wojennej oraz Morskiego Dywizjonu Lotniczego w Pucku. Film został nagrany m.in. w Gdańsku, Gdyni i Pucku, a także na następujących statkach: Żaglowiec Lwów, ORP Kujawiak, Generał Sosnowski, Jacht Gazda. W produkcji pojawił się również hydroplan typu Liore Olivier H-13 w wersji szkolnej o numerze bocznym 1-3. Do ról dzieci ogłoszono wówczas konkurs – wygrał go 10-letni Tadeusz Fijewski, dla którego rola była debiutem. Premiera filmu odbyła się 13 października 1927 w dwóch warszawskich kinach: o godz. 16:15 w kinie Apollo przy ulicy Marszałkowskiej 106 (muzykę na żywo wykonała orkiestra pod przewodnictwem M. Szternberga), a także o godz. 18:00 w kinie Casino przy ulicy Nowy Świat 50 (tutaj na żywo zagrała orkiestra pod batutą dyrygenta Adama Furmańskiego).
W 1928 Szaro podróżował do berlińskich, paryskich i nicejskich wytwórni filmowych, w celu poszerzania swojej wiedzy reżyserskiej, obserwując pracę m.in. Fritza Langa i K. Grunego. Zwiedził także północną Afrykę. Wróciwszy do Polski opublikował relację Moje wrażenia z podróży do Afryki (w prasie „Kino dla Wszystkich” 1928 nr 64, 65, 67).
W tym samym roku Szaro wyreżyserował film Dzikuska oparty na powieści romantycznej Ireny Zarzyckiej pod tym samym tytułem. Został negatywnie oceniony przez recenzentów, m.in. przez Zofię Dromlewiczową i Magdalenę Samozwaniec. Zekranizował również, spod szyldu wytwórni Gloria, należącej do Marka Libkowa, Przedwiośnie Stefana Żeromskiego na podstawie utworu pod tym samym tytułem. O filmie wypowiedziała się Maria Dąbrowska, mówiąc, że istota powieści została „całkiem zatarta”, natomiast Kazimierz Dobrowolski oznajmił, że cechowała go „głębia ideologiczna”. Krytycy filmowi zarzucali reżyserowi spłycenie oryginalnej powieści i skupienie się na wątku romansowym, ale mimo to recenzje były podzielone. Film uważany jest za zaginiony.

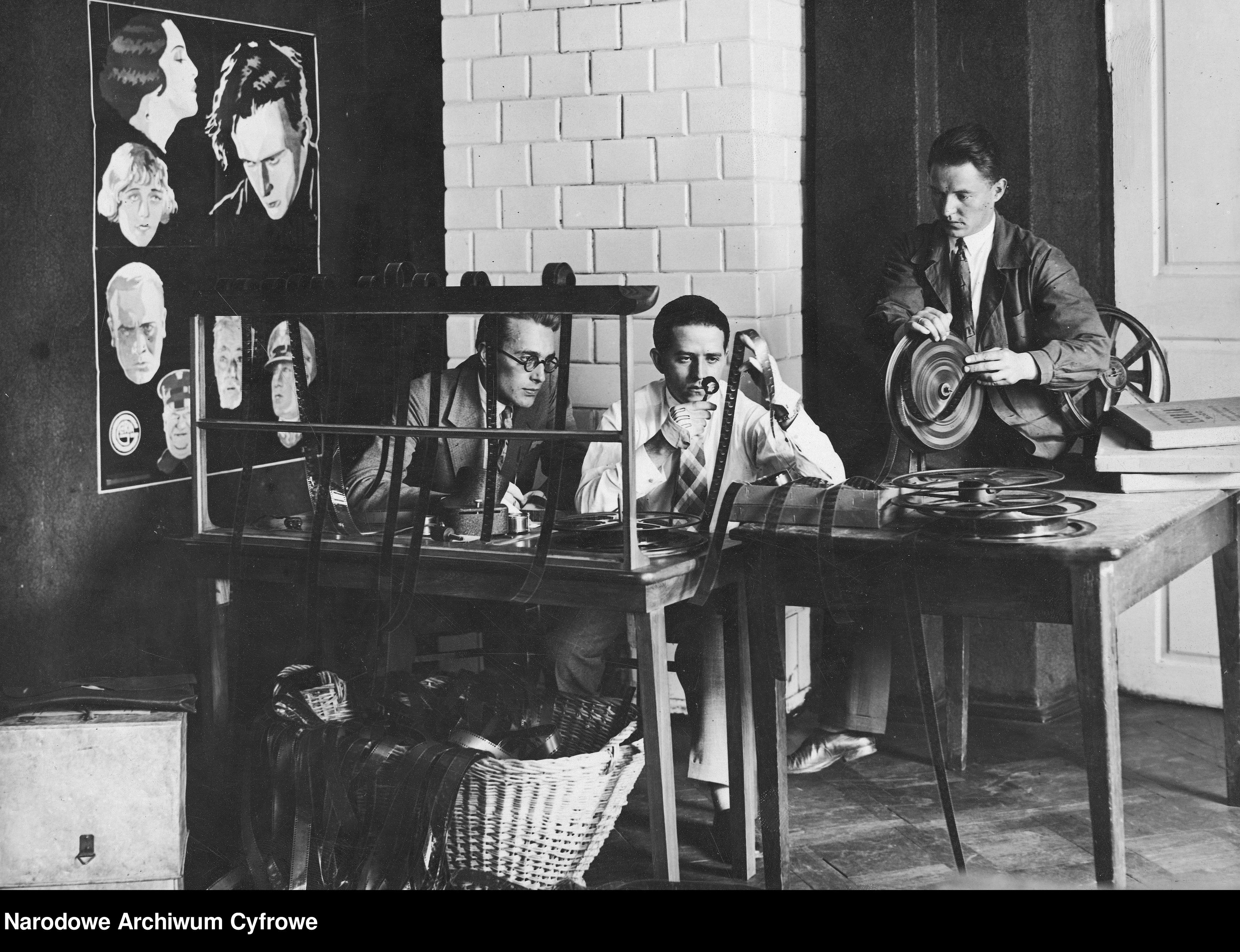
Henryk Szaro przy montażu filmu Mocny człowiek.

W 1929 został wydany (również przez wytwórnię Gloria) film Mocny człowiek według powieści Stanisława Przybyszewskiego, zdobył uznanie krytyki, jednakże nie zdobył publiczności. W Europie kojarzono go głównie dzięki Grzegorzowi Chmarze, rosyjskiemu aktorowi, który zagrał główną rolę. Film w czasie II wojny światowej zaginął, dopiero w 1997 okazało się, że taśmy filmowe znajdują się w Brukseli. Według współczesnych krytyków film został uznany za jeden z najlepszych i najważniejszych filmów wydanych pod koniec ery filmografii niemej. W tym samym roku Szaro został członkiem honorowym Union des Artistes Cinematographiques w Nicei.
W 1930 Szaro rozpoczął współpracę z wytwórnią Kineton-Sfinks, która miała produkować filmy o tematyce patriotycznej, i zrealizował dwie produkcje z cyklu Płomienne serca – Na Sybir (jeden z pierwszych filmów dźwiękowych), który cieszył się dużą popularnością u widzów i był wyświetlany we Włoszech i USA oraz Rok 1914. Oba filmy Szaro napisał, współpracując z Anatolem Sternem i Wacławem Sieroszewskim.

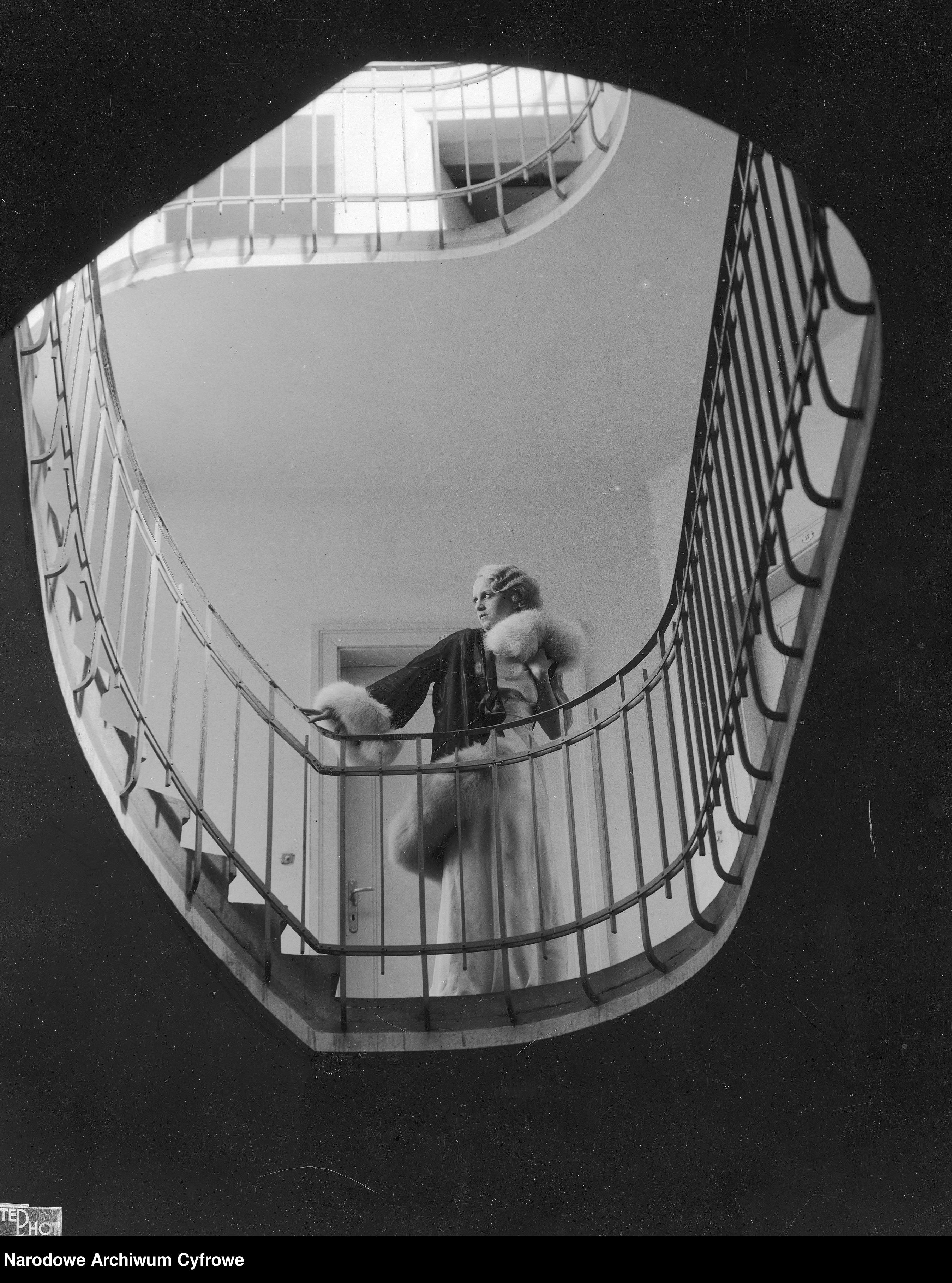
Karolina Lubieńska jako Ewa Pobratymska na klatce schodowej w jednej ze scen filmu Dzieje grzechu

W 1933, na dwudziestopięciolecie założenia wytwórni filmowej „Sfinks”, Szaro wyreżyserował Dzieje grzechu Żeromskiego. Produkcja miała być dużym wydarzeniem kulturalnym, jednak krytycy byli nią rozczarowani i zarzucali jej powierzchowność. Film zachował się do dzisiejszych czasów w stanie niekompletnym. Tak Henryk Szaro wypowiedział się o filmie przed jego premierą: 
Od szeregu lat myślałem o sfilmowaniu tego arcydzieła Żeromskiego, ale film niemy nie dawał możności właściwego ujęcia treści Dziejów grzechu. Na niemo film skazany był na rolę bladej ilustracji powieści. Same napisy, choćby najstaranniej dobrane to za mało.
Dopiero film dźwiękowy otworzył perspektywy. Z realizacją Dziejów grzechu zwlekało się jednak ze względu na skomplikowaną wystawę, liczną i koniecznie pierwszorzędną obsadę, co oczywiście połączone jest ze znacznemi kosztami. Dopiero 25-lecie Sfinksa, które przypada na rok bieżący, dało okazję do wyprodukowania tego wielkiego filmu. Co do samego tematu, to uważam, że pomimo zmiany, jaka dokonała się w pojęciach społeczeństwa w stosunku do nielegalnej miłości, nieślubnych dzieci i tym podobnych problemów – pozostały jednak momenty wieczne, a mianowicie: miłość, namiętność i walka. Problem filmu w mojem ujęciu to nie jest wyłącznie miłość Ewy do Łukasza, ale i stosunek jej do dziecka. Ewa zabiła dziecko i ta zbrodnia zaciążyła fatalnie na jej życiu, zepchnęła ją na dno grzechu.

W 1936 zrealizował Pana Twardowskiego na podstawie scenariusza Wacława Gąsiorowskiego i Anatola Sterna. Robert Birkholc, krytyk z serwisu Culture.pl, napisał o filmie:
Niestety, źle zagrane postaci i naiwność opowieści sprawiają, że próba stworzenia polskiej baśni historycznej powiodła się tylko połowicznie. Wydaje się, że tym razem Szaro większą wagę przykładał do trików filmowych niż do narracji: za pomocą zdjęć nakładanych czy montażu twórcy filmu pokazują, jak Twardowski transformuje rzeczy, przywołuje ducha Barbary Radziwiłłówny, czy – wreszcie – wyrusza na księżyc.
W tym samym roku reżyser, niezadowolony z niewystarczającej ochrony interesów zawodowych przez PZPF, wystąpił ze związku i został współzałożycielem utworzonego w grudniu Stowarzyszenia Realizatorów i Techników Filmowych.
W 1937 Szaro wyreżyserował trzy filmy: melodramat Ordynat Michorowski (będący drugą częścią Trędowatej) na podstawie powieści Heleny Mniszkówny pod tym samym tytułem; Tkijes kaf (Ślubowanie) zrealizowany w języku jidysz wraz z drugim reżyserem, Zygmuntem Turkowem, według scenariusza Henryka Bojma. W filmie gościnnie wystąpił chór Wielkiej Synagogi. Wersja niema tego filmu, zrealizowana wyłącznie przez Turkowa w 1924, trafiła w 1932 do Stanów Zjednoczonych, gdzie została całkowicie zmieniona przez George’a Rolanda, który specjalizował się w dostosowywaniu europejskich filmów do potrzeb amerykańskich Żydów. Tytuł Turkowa spotkał się z wieloma kontrowersjami – scenarzyście zarzucano plagiat, gdyż fabuła była bardzo podobna do popularnej wówczas powieści Dybuk Szymona An-skiego. Ślubowanie w wersji dźwiękowej, na podstawie tego samego scenariusza co starszy pierwowzór, spotkało się z chłodnym przyjęciem.
Trzecim filmem była farsa Trójka hultajska według utworu Gałganduch, czyli Trójka hultajska autorstwa Jana Nestroya.
W 1938 reżyser zrealizował swój ostatni film – Kłamstwo Krystyny, będący ekranizacją powieści Dnia upragnionego Stefana Kiedrzyńskiego. Produkcja opowiada o biednej kobiecie (Elżbieta Barszczewska), która zakochuje się ze wzajemnością w bogatym mężczyźnie (Jerzy Śliwiński). Niestety, na przeszkodzie zakochanym stają złośliwość ludzka i uprzedzenia rodziny ukochanego.

### II wojna światowa
Jesienią 1939 miał wyreżyserować Szaloną Jankę na podstawie powieści Janiny Zakrzewskiej publikowanej w „Dzienniku Poznańskim” (a także w „Dzienniku Ostrowskim”), lecz z powodu wybuchu II wojny światowej nie doszło do realizacji produkcji. Po wybuchu wojny uciekł z teściem na wschód i osiadł w Wilnie. Po ataku Niemiec na ZSRR powrócił do Warszawy w pierwszej połowie 1942 r. Zamieszkał w getcie przy ulicy Pańskiej. Gdy Niemcy przystąpili do likwidacji uciekinierów ze wschodu, w nocy z 8 na 9 czerwca 1942 (według innych źródeł 17 kwietnia, 6 sierpnia lub 6 września) został wyciągnięty z mieszkania z teściem Ignacym Goldmanem i rozstrzelany na ulicy.

## Dziedzictwo
Henryk Szaro był reżyserem realizującym różnogatunkowe filmy. Zdaniem Jerzego Toeplitza, Szaro potrafi „zachować jednolitą atmosferę filmu, starannie opracowuje sceny kameralne, wygrywając umiejętnie realistyczne szczegóły w dekoracjach i rekwizytach”. Obok Michała Waszyńskiego i Józefa Lejtesa należał do najsprawniejszych reżyserów działających przez większość okresu międzywojennego. W jego filmach debiutowali m.in. Nora Ney, Jerzy Marr i Adam Brodzisz. Pod jego okiem uczyli się rzemiosła reżyserskiego Waszyński, Juliusz Gardan, a także Leon Jeannot.

## Życie prywatne
31 grudnia 1933 ożenił się z Felicją Goldman, córką Ignacego Goldmana, dyrektora towarzystwa ubezpieczeń „Europa”. Był z nią aż do śmierci.

## Filmografia

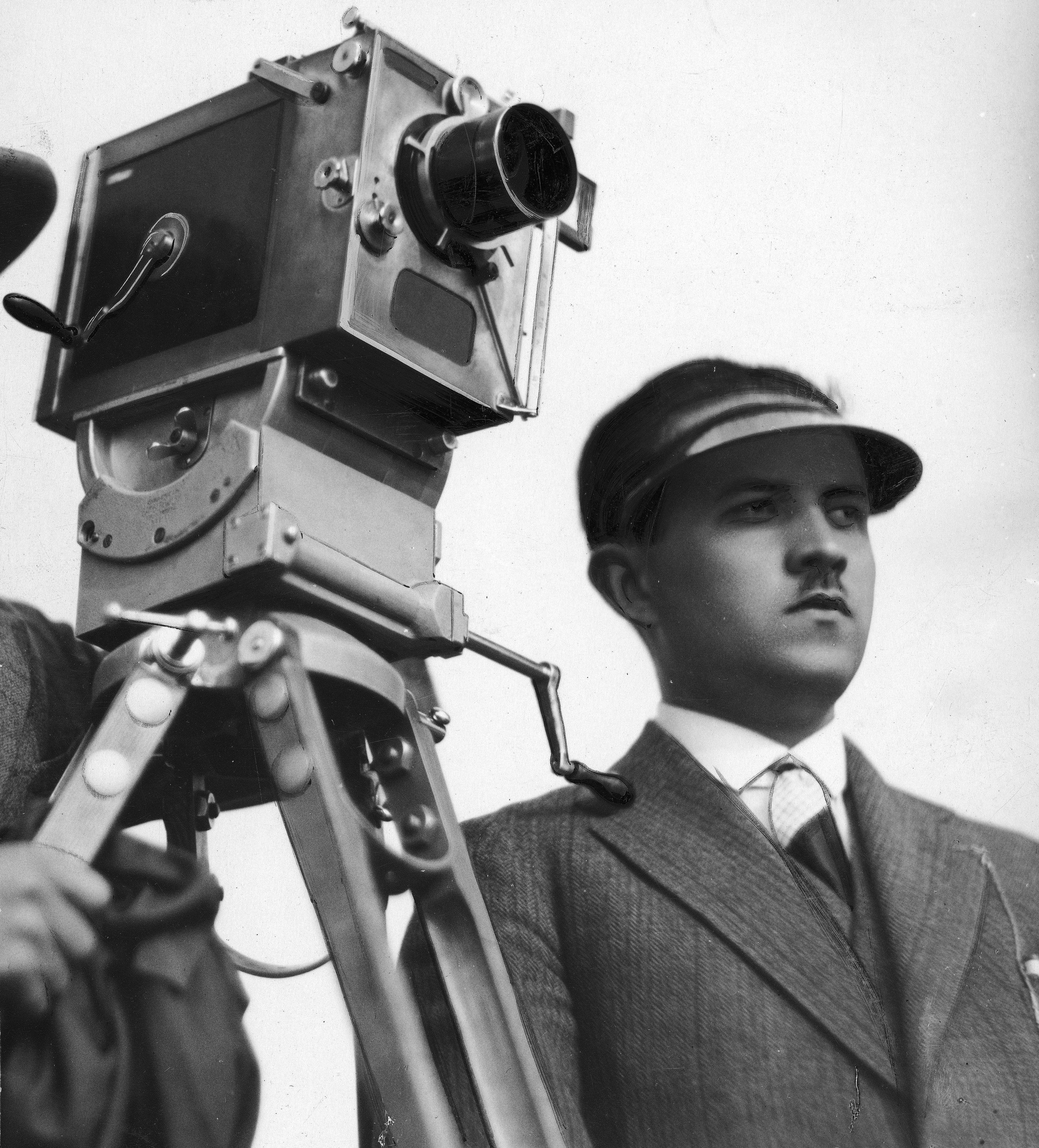
Szaro podczas pracy (1931)

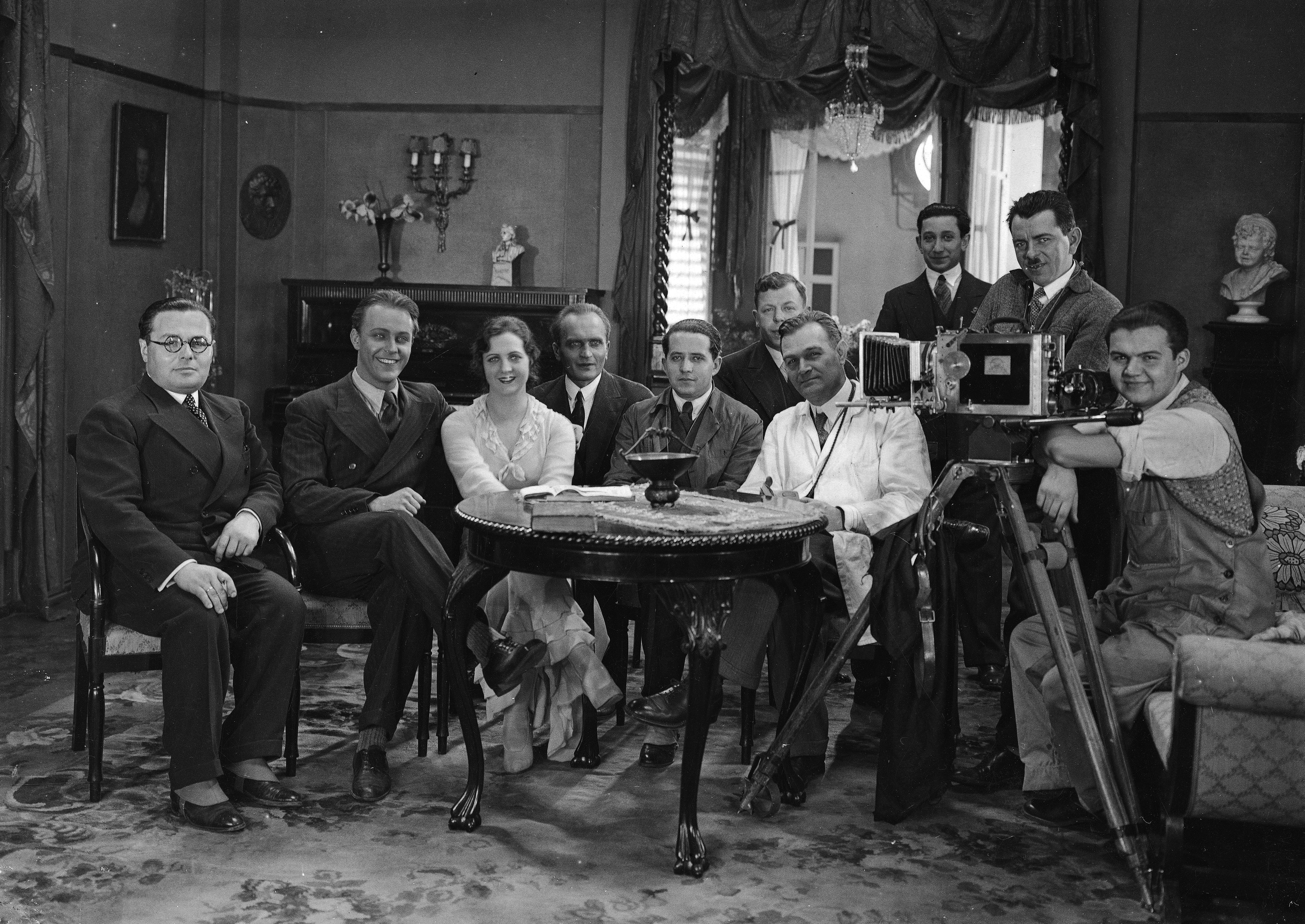
Aktorzy i realizatorzy filmu Rok 1914. Widoczni m.in. Jadwiga Smosarska (3. z lewej), Witold Conti (2. z lewej), reżyser Henryk Szaro (4. z lewej w pierwszym rzędzie), kierownik produkcji Marek Libkow, operator Hans (Jan) Theyer, scenograf Jacek Weinreich (1931–1932).

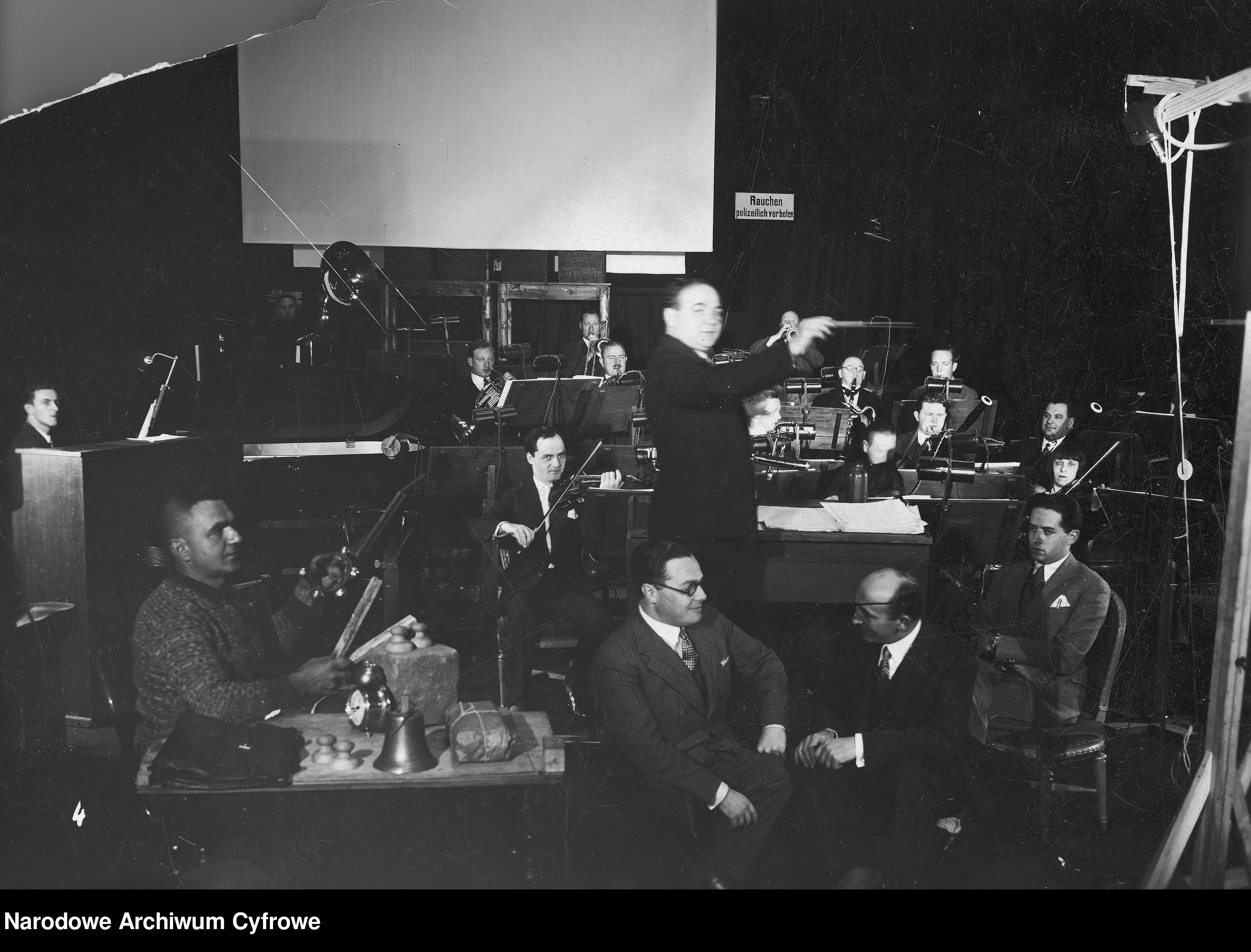
Prace przy udźwiękowianiu filmu Na Sybir. Widoczni m.in.: dyrygent Władysław Osiński, kierownik produkcji Marek Libkow i reżyser filmu Henryk Szaro (lata 30. XX wieku).

| Rok             | Tytuł                  | Reżyser | Scenarzysta | Dialogi | Uwagi                                                               | Źródła                          |
| --------------- | ---------------------- | ------- | ----------- | ------- | ------------------------------------------------------------------- | ------------------------------- |
| 1925            | Rywale                 | T       |             |         | Debiut reżyserski Szaro.                                            | [ 2 ] [ 1 ] [ 13 ] [ 3 ] [ 14 ] |
| 1925            | Jeden z 36 Łamedwownik | T       |             |         | Na podstawie scenariusza Henryka Bojma.                             | [ 2 ] [ 1 ] [ 13 ] [ 3 ] [ 14 ] |
| 1926            | Czerwony błazen        | T       | T           |         | Adaptacja powieści Aleksandra Błażejowskiego pt. Czerwony Błazen    | [ 2 ] [ 1 ] [ 13 ] [ 3 ] [ 14 ] |
| 1927            | Zew Morza              | T       |             |         | Według scenariusza Stefana Kiedrzyńskiego.                          | [ 2 ] [ 1 ] [ 13 ] [ 3 ] [ 14 ] |
| 1928            | Dzikuska               | T       | T           |         | Adaptacja powieści Ireny Zarzyckiej pt. Dzikuska. Historia miłości. | [ 2 ] [ 1 ] [ 13 ] [ 3 ] [ 14 ] |
| 1928            | Przedwiośnie           | T       |             |         | Ekranizacja powieści Stefana Żeromskiego pt. Przedwiośnie.          | [ 2 ] [ 1 ] [ 13 ] [ 3 ] [ 14 ] |
| 1929            | Mocny człowiek         | T       | T           |         | Adaptacja powieści Stanisława Przybyszewskiego.                     | [ 2 ] [ 1 ] [ 13 ] [ 3 ] [ 14 ] |
| 1930            | Na Sybir               | T       | T           |         | Scenariusz napisany z Wacławem Sieroszewskim i Anatolem Sternem.    | [ 2 ] [ 1 ] [ 13 ] [ 3 ] [ 14 ] |
| 1932            | Rok 1914               | T       | T           |         | Scenariusz napisany z Wacławem Sieroszewskim i Anatolem Sternem.    | [ 2 ] [ 1 ] [ 13 ] [ 3 ] [ 14 ] |
| 1933            | Dzieje grzechu         | T       |             |         | Ekranizacja powieści Stefana Żeromskiego pt. Dzieje grzechu.        | [ 2 ] [ 1 ] [ 13 ] [ 3 ] [ 14 ] |
| 1936            | Pan Twardowski         | T       |             |         | Na podstawie scenariusza Wacława Gąsiorowskiego i Anatola Sterna.   | [ 2 ] [ 1 ] [ 13 ] [ 3 ] [ 14 ] |
| 1937            | Ordynat Michorowski    | T       |             |         | Adaptacja powieści Heleny Mniszkówny                                | [ 2 ] [ 1 ] [ 13 ] [ 3 ] [ 14 ] |
| 1937            | Ślubowanie Tkijes kaf  | T       |             |         | Na podstawie scenariusza Henryka Bojma.                             | [ 2 ] [ 1 ] [ 13 ] [ 3 ] [ 14 ] |
| 1937            | Trójka hultajska       | T       |             |         | Według scenariusza Antoniego Szczerby-Ferskiego i Jana Fethke       | [ 2 ] [ 1 ] [ 13 ] [ 3 ] [ 14 ] |
| 1937            | Sezonowa miłość        | T       |             |         |                                                                     | [ 2 ] [ 1 ] [ 13 ] [ 3 ] [ 14 ] |
| 1939            | Kłamstwo Krystyny      | T       | T           | T       | Ekranizacja powieści Stefana Kiedrzyńskiego pt. Dzień upragniony.   | [ 2 ] [ 1 ] [ 13 ] [ 3 ] [ 14 ] |
| Filmy planowane |                        |         |             |         |                                                                     |                                 |
| 1939            | Szalona Janka          | T       |             |         | Na podstawie powieści Janiny Stefanowej Zakrzewskiej.               | [ 16 ] [ 2 ] [ 13 ]             |